# Spirou chez les esquimaux
Spirou chez les esquimaux ou Spirou au Pôle-Nord est la sixième histoire de la série Spirou et Fantasio de Jijé. Elle est publiée pour la première fois dans Spirou du no 49/40 au no 8/41.